# Landkreis Kaohsiung
| Status                    | Ehemaliger Landkreis der Provinz Taiwan, Republik China (Taiwan) |
|                           |                                                                  |
| Gliederung                | 1 Stadt (市), 3 Stadtgemeinden (鎮), 23 Landgemeinden (鄉)       |
| Hauptstadt                | Fengshan                                                         |
| Mittlere Jahrestemperatur | 23,8 °C                                                          |
| Symbole                   |                                                                  |
| Blume                     | Chinesischer Roseneibisch                                        |
| Baum                      | Amerikanisches Mahagoni                                          |
| Vogel                     | Japanbrillenvogel                                                |
| Daten                     |                                                                  |
| Fläche                    | 2.793 km²                                                        |
| Bevölkerung               | 1.243.410 (Nov. 2010)                                            |
| Bevölkerungsdichte        | 445 Ew./km² (Nov. 2010)                                          |
| Höhe                      | 0 bis 3844 m                                                     |
| Telefonvorwahl            | +886 (0)7                                                        |
| Postleitzahlen            | 814 bis 852                                                      |
| Zeitzone                  | UTC+8                                                            |
| Webpräsenz                | www.kaohsiung.gov.tw (heutige Webseite der Stadt Kaohsiung)      |
|                           |                                                                  |

Der Landkreis Kaohsiung (chinesisch 高雄縣, Pinyin Gāoxióng Xiàn) war eine von 1945 bis 2010 bestehende Verwaltungseinheit der Republik China auf Taiwan. Er lag im Südwesten der Insel Taiwan, Sitz der Verwaltung war Fengshan. Am 25. Dezember 2010 wurde er in die Stadt Kaohsiung eingegliedert.

## Städte und Gemeinden
Im Verlauf der Jahrzehnte änderte sich der Status einiger Gemeinden, bzw. Namen wurden geändert. Am 1. Juli 1957 wurden die drei Landgemeinden Maya (瑪雅鄉), Yani (雅爾鄉) und Duona (多納鄉) in Sanmin (三民鄉),  Taoyuan (桃源鄉) und Maolin (茂林鄉) umbenannt. Am 1. Juli 1972 wurde die Stadtgemeinde Fengshan (鳳山鎮) zu einer Kreisstadt (市,  Shì) erhoben. Mit der Erhebung von Kaohsiung zur regierungsunmittelbaren Stadt wurde am 1. Juli 1979 die damalige Landgemeinde Xiaogang (小港鄉) aus dem Landkreis ausgegliedert und in die Stadt als neuer Stadtbezirk inkorporiert. Am 1. Januar 2008 änderte die Landgemeinde Sanmin ihren Namen in Namaxia (那瑪夏鄉).
Zuletzt war der Landkreis Kaohsiung gegliedert in die Stadt Fengshan, die einzige Stadt (市, Shì), drei Stadtgemeinden (鎮, Zhèn) und 23 Landgemeinden (鄉, Xiāng). Seit der Fusion mit der Stadt Kaohsiung haben die ehemalig eigenständigen Städte und Gemeinden den Status von Bezirken (區, Qū) von Kaohsiung.

### Stadt
- Fengshan (鳳山市)

### Stadtgemeinden
- Gangshan (岡山鎮)
- Meinong (美濃鎮)
- Qishan (旗山鎮)

### Landgemeinden
- Alian (阿蓮鄉)
- Daliao (大寮鄉)
- Dashe (大社鄉)
- Dashu (大樹鄉)
- Hunei (湖內鄉)
- Jiading (茄萣鄉)
- Jiaxian (甲仙鄉)
- Linyuan (林園鄉)
- Liugui (六龜鄉)
- Luzhu (路竹鄉)
- Maolin (茂林鄉)
- Mituo (彌陀鄉)
- Namaxia (那瑪夏鄉)
- Neimen (內門鄉)
- Niaosong (鳥松鄉)
- Qiaotou (橋頭鄉)
- Renwu (仁武鄉)
- Shanlin (杉林鄉)
- Taoyuan (桃源鄉)
- Tianliao (田寮鄉)
- Yanchao (燕巢鄉)
- Yong’an (永安鄉)
- Ziguan (梓官鄉)